# Somalia na Mistrzostwach Świata w Lekkoatletyce 2011
Somalia na Mistrzostwach Świata w Lekkoatletyce 2011 reprezentowana była przez jednego zawodnika.

## Występy reprezentantów Somalii

### Mężczyźni

#### Konkurencje biegowe
| Konkurencja    | Zawodnik                  | Eliminacje    | Eliminacje | Finał    | Finał   |
| Konkurencja    | Zawodnik                  | Rezultat      | Pozycja    | Rezultat | Pozycja |
| -------------- | ------------------------- | ------------- | ---------- | -------- | ------- |
| Bieg na 5000 m | Abdishakur Nageye Abdulle | 15:13,34 (PB) | 35         |          |         |